# Kraków Grzegórzki (linia kolejowa nr 629)
Kraków Grzegórzki – przystanek kolejowy na linii kolejowej nr 629 w Krakowie przy ul. Dietla i Grzegórzeckiej w pobliżu zabytkowego wiaduktu kolejowego. Położony jest na granicy historycznych dzielnic: Kazimierza (dzielnica I) i Grzegórzek (dzielnica II). 
Jego powstanie związane było z przebudową linii kolejowej na tym odcinku oraz powstaniem, poprowadzonych na estakadach, dodatkowych torów na potrzeby Szybkiej Kolei Aglomeracyjnej. Przystanek ten stanowi węzeł przesiadkowy w śródmieściu Krakowa, zintegrowany z siecią tramwajową i autobusową. Uroczyste otwarcie przystanku nastąpiło 3 września 2023 roku

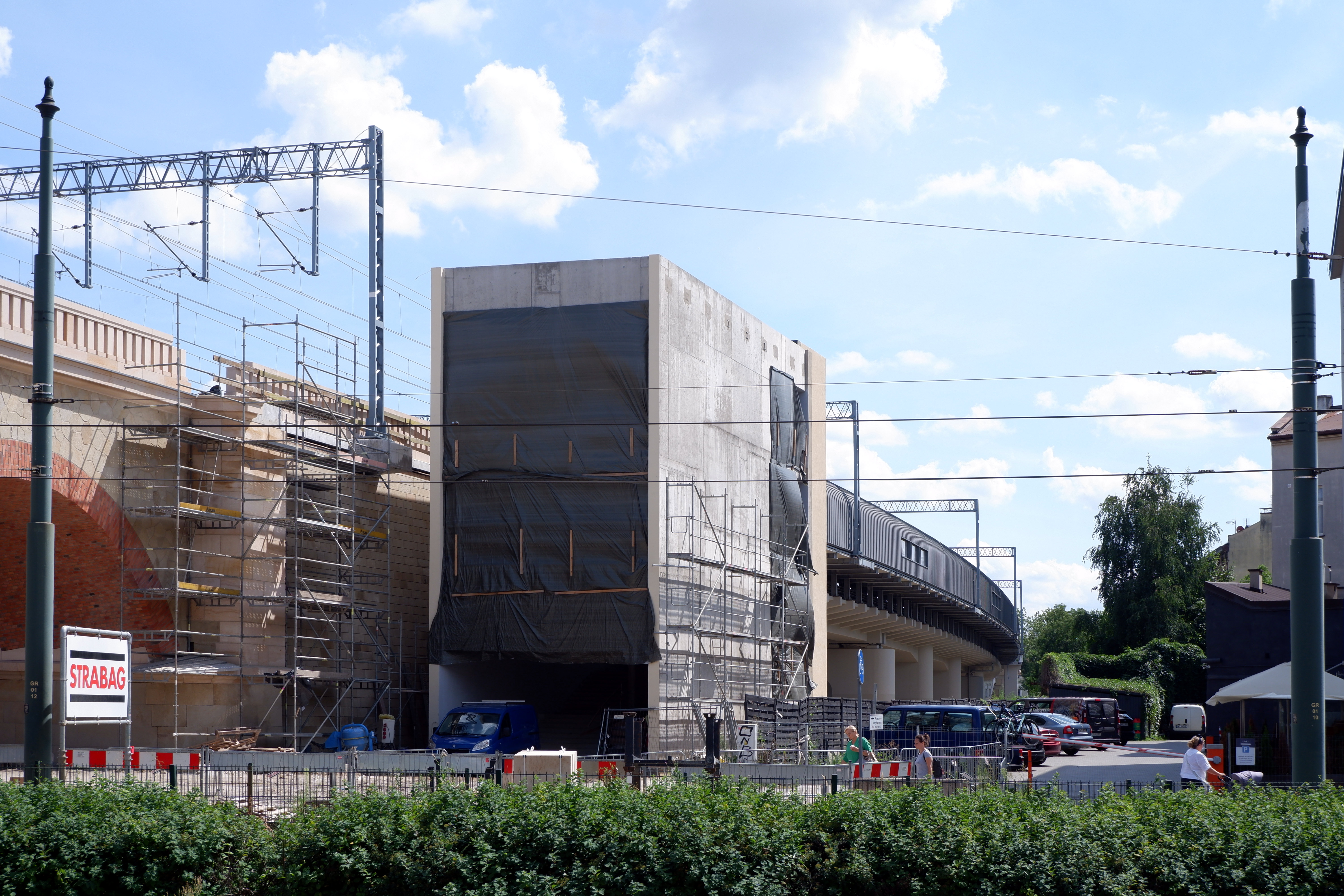
Przystanek Kraków Grzegórzki w trakcie budowy w 2023 roku, widok z ul. J. Dietla
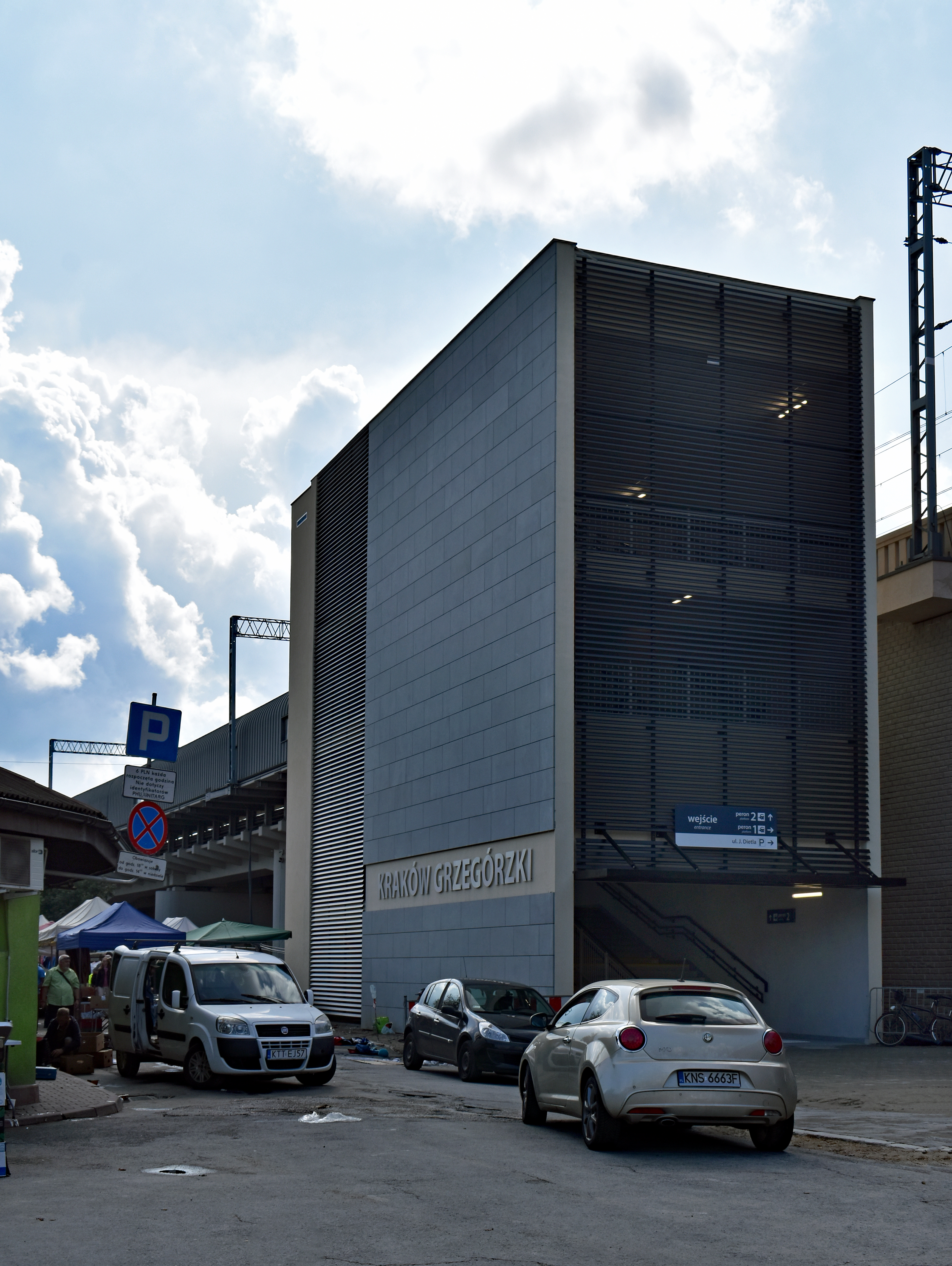
Wejście od strony ul. Grzegórzeckiej.
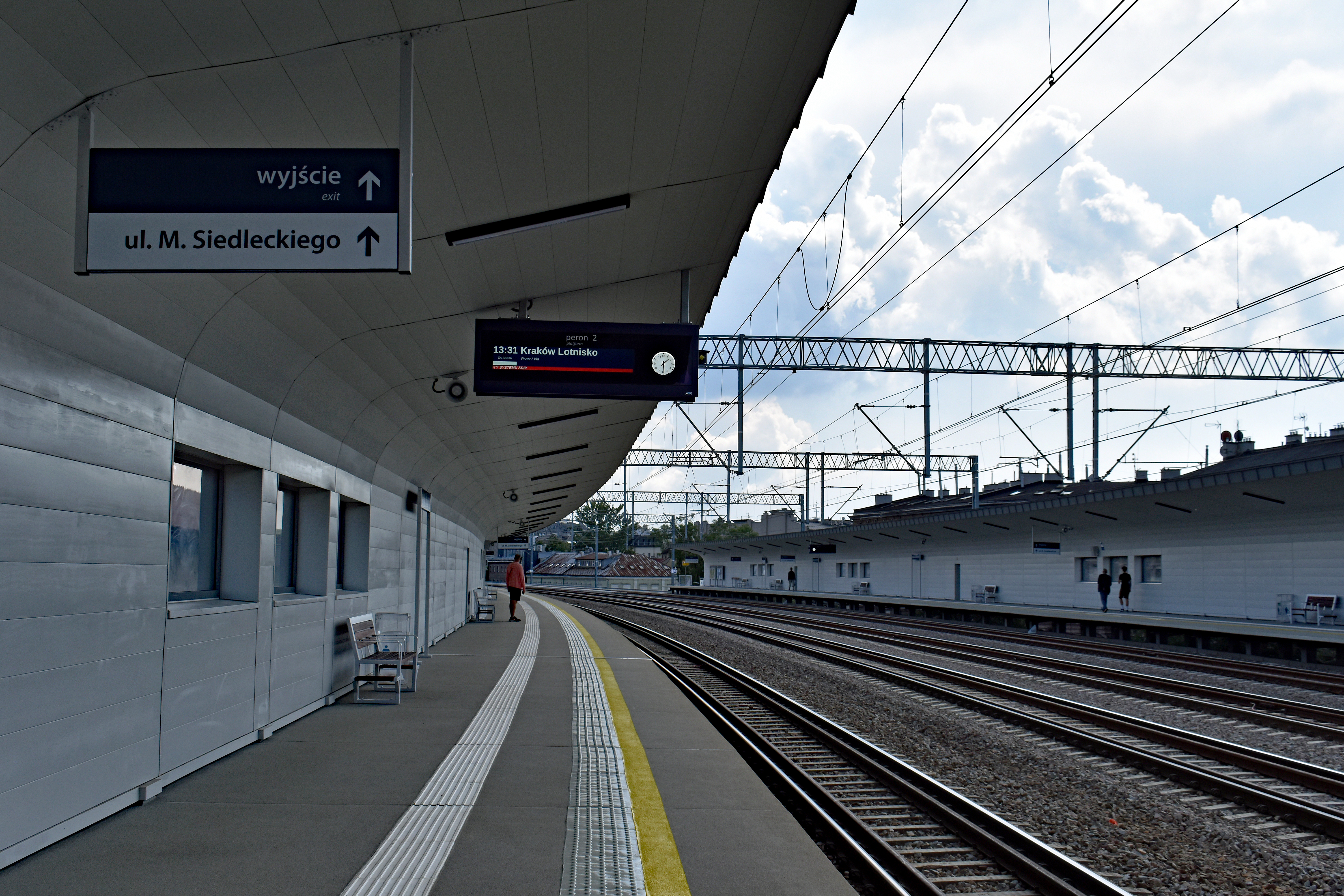
Przystanek widziany od strony wejścia z ul. Grzegórzeckiej.
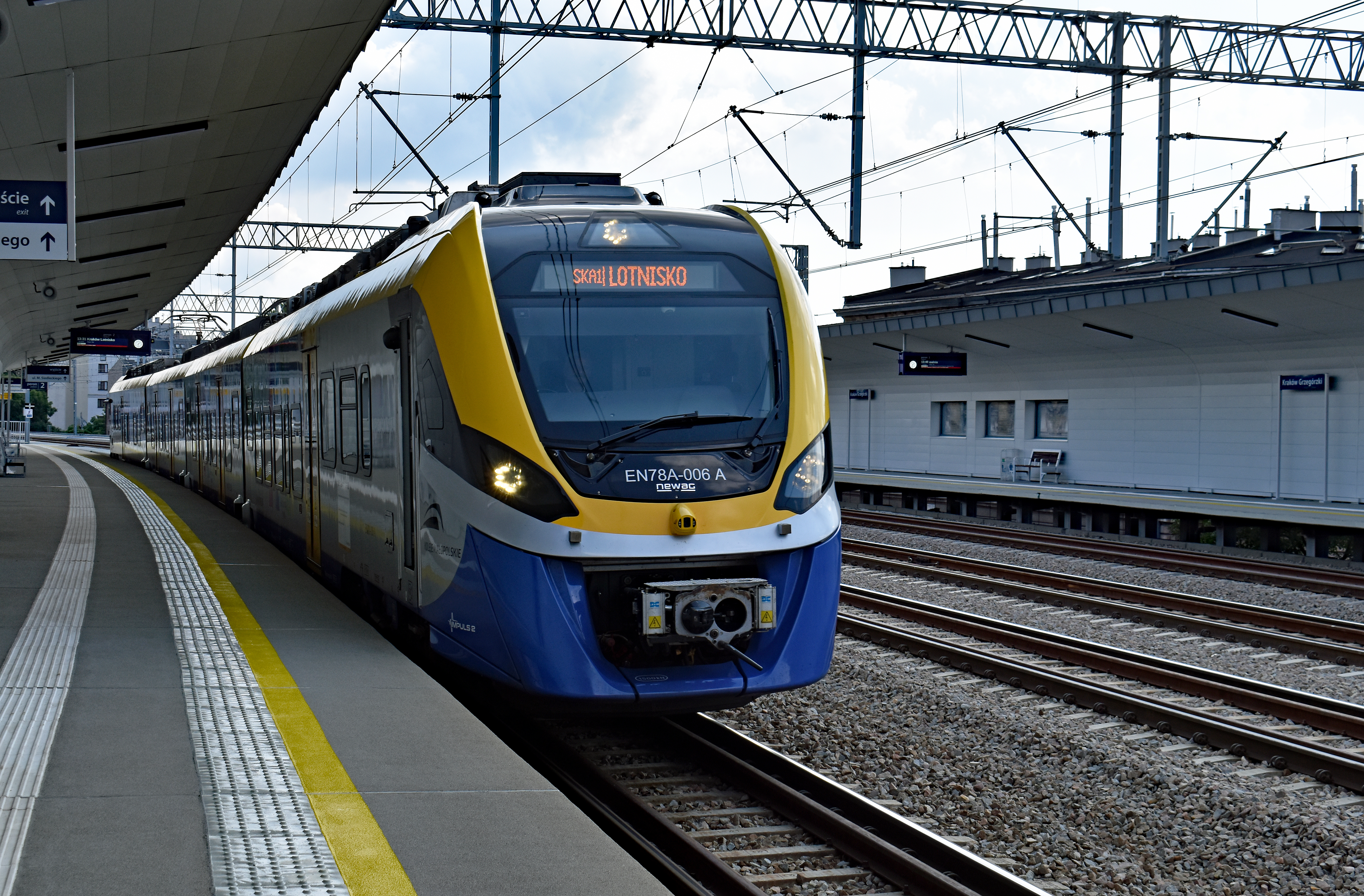
Pociąg linii SKA1 Wieliczka Rynek-Kopalnia - Kraków Lotnisko na przystanku.
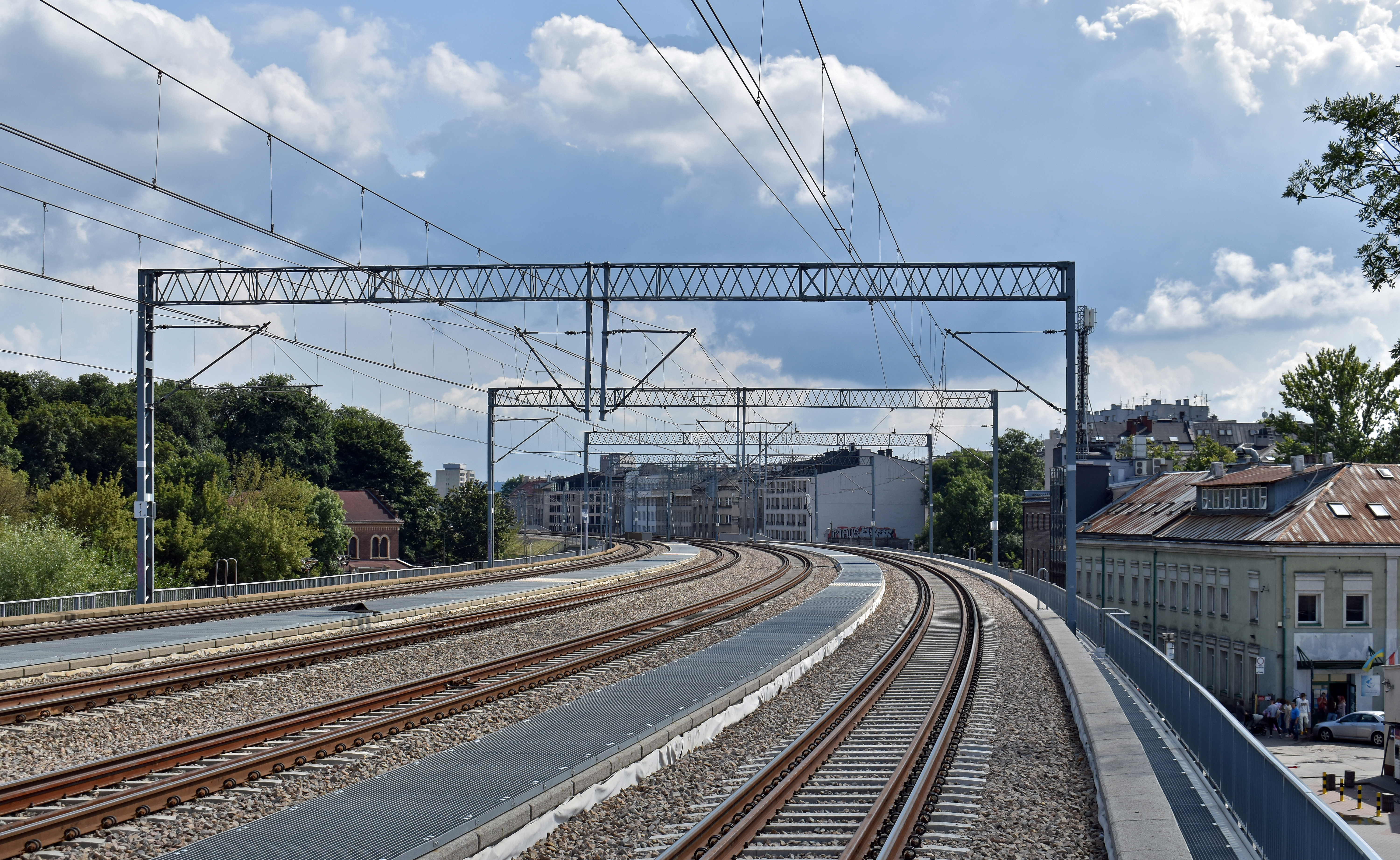
Widok z przystanku na południe, kierunek Tarnów. Po lewej Grzegórzki, po prawej Kazimierz.
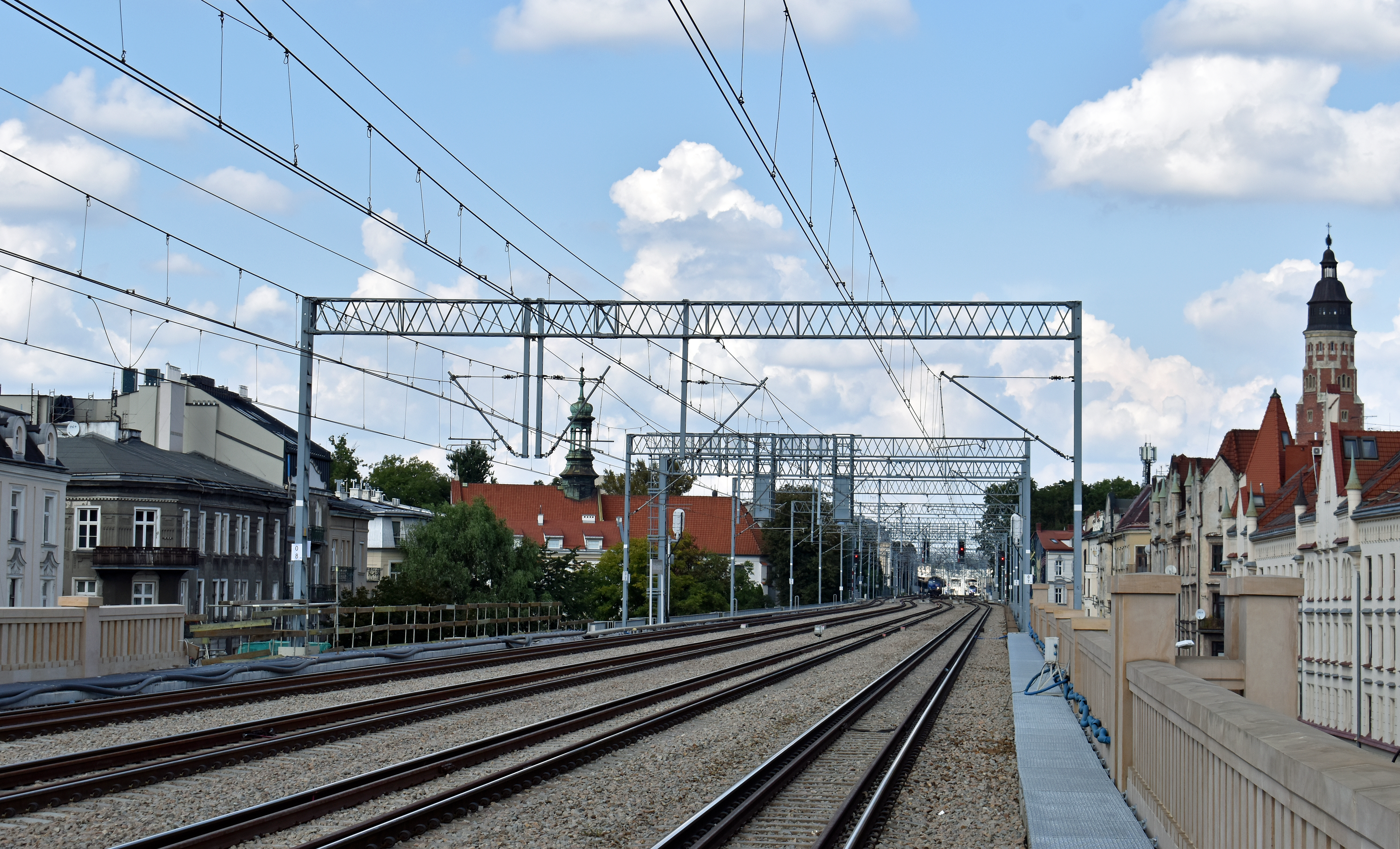
Widok z przystanku na północ, kierunek Kraków Główny. Wiadukt nad ul. Grzegórzecką za nim Wesoła.